# 総合経営学部
総合経営学部（そうごうけいえいがくぶ）とは経営学は勿論の事、それに関連するあらゆる学問を教育研究するために設置される大学の学部の名称。この学部では、明治初頭に設立された簿記講習所以来商学教育の土台を形成してきた簿記や会計学等の基礎教育の他に文系と理系の垣根を越えた広範囲な分野での教育を行っている。

## 総合経営学部を置く日本の大学
- 秀明大学
- 松本大学
- 大阪商業大学
- 青森大学

2012年度をもって学生の募集停止。
- 東海大学（マネジメント学科）
  - 経営学部へ改組

2017年度をもって学生の募集停止。
- 富士常葉大学

## 進路
経営学は多くの資格試験や公務員採用試験の受験科目となっている。下記に代表的な事例を記載する。

### 資格試験
- 公認会計士・監査審査会が行う国家試験である公認会計士試験の受験科目である。

### 公務員採用試験
- 準キャリアと位置付けられている財務専門官採用試験の受験科目である。
- 国税専門官採用試験の受験科目である。税務大学校での研修を経て国税専門官となる。国税専門官は勤務年数等の条件を充足すると税理士資格が付与される。